# Belter
Belter (Discs Belter) fou una empresa discogràfica catalana fundada el 1954 a Barcelona. Era coneguda per l'edició d'artistes de pop, cançó espanyola i música lleugera com Manolo Escobar, Lola Flores, Víctor Manuel, Josep Guardiola, Salomé o Conchita Bautista i de cantants llatinoamericans com Antonio Machín o Carlos Gardel.
El nom de la companyia prové de les contraccions de Bel (Isabel) i Ter (Teresa), nom de les dones dels fundadors, Joaquín Alfonso Navas i Josep Ramon Batalla Altayó.
La millor facturació de Belter va superar els 1.300 milions de pessetes fins que a partir dels anys setanta va decréixer l'interès del públic pels intèrprets del gènere espanyol. Es va recuperar a principis dels anys vuitanta gràcies a èxits aïllats, com la contractació de Raimon, el grup infantil Parchís, la Orquestra Encantada i "Marfil". No obstant això, l'arribada massiva de la música rock i la implantació gradual de les multinacionals del disc van arraconar Belter que es va orientar cap a l'edició de produccions marginals.
Belter formava part d'un grup d'empreses, juntament amb la fàbrica de discos Fabricsa (antiga Emi-Odeon) i la fàbrica de cassets Duplicsa, sent l'accionista majoritari Lluís Portabella Ràfols, amb una participació del 19%. L'any 1983 va ingressar 750 milions de pessetes i el 7 de novembre de 1984 va presentar suspensió de pagaments.